# Carolina Mendelblatt
Carolina Souza Mendelblatt (nascida Carolina Souza Borges, em 25 de maio de 1979, no Rio de Janeiro) é uma windsurfista portuguesa nascida no Brasil, especializada nas classes Mistral e Neil Pryde RS:X. Ela se formou com um BA (Hons) na Ravensbourne College of Design and Communication e trabalhou como radialista em Londres, Reino Unido. Ela representou o Brasil nos Jogos Olímpicos de Verão de 2004, e treinou com o Iate Clube do Rio de Janeiro durante a maior parte de sua carreira, antes de ingressar na seleção portuguesa, em 2012. Em setembro de 2013, Carolina era considerada a n. 91 do mundo para a classe de prancha à vela pela Federação Internacional de Vela.
Carolina fez sua estreia oficial como integrante da seleção brasileira nos Jogos Olímpicos de Verão de 2004, em Atenas, onde ficou em vigésimo quinto lugar na prancha Mistral feminina com uma pontuação líquida acumulada de 229, superando a porto-riquenha Karla Barrera por vastos 31 pontos.
Oito anos depois de competir em sua última Olimpíada, Carolina se juntou à seleção portuguesa para competir pela segunda vez na classe RS:X, nos Jogos Olímpicos de Verão de 2012, em Londres, ao receber uma vaga no Campeonato Mundial em Cádiz, na Espanha. Carolina retirou-se dos Jogos antes do início oficial do evento, alegando que não tinha o apoio da missão portuguesa e que estava grávida de três meses.
Carolina é casada com o marinheiro e duas vezes atleta olímpico americano Mark Mendelblatt (2004 e 2012), e o casal atualmente reside em Miami, na Flórida.